# ماراقا
ماراقا (به ارمنی: Մարաղա) (یا مراغه، به ترکی آذربایجانی: Marağa یا شیخارخ Sıxarx، پیش از ۲۹ دسامبر ۱۹۹۲ لنیناوان Leninavan) یک منطقه مسکونی در جمهوری آذربایجان است که در شهرستان ترتر واقع شده‌است. در ۱۰ آوریل ۱۹۹۲ در طول جنگ قره‌باغ که قتل‌عام ارامنه توسط نیروهای آذربایجان صورت گرفته این منطقه شاهد نبرد سختی میان نیروهای ارمنی و آذری بود. کشتار ماراقا به‌عنوان قصاص برای قتل‌عام خوجالی بود که توسط نیروهای ارمنی کمتر از دو ماه قبل از آن انجام شده بود. این روستا اکنون متروکه شده و عمدتاً تخریب شده‌است.